# Susan Peters
Susan Peters (født 3. juli 1921, død 23. oktober 1952) var en amerikansk teater-, tv- og filmskuespiller.
Hun studerede drama ved Max Reinhardts School of Dramatic Arts, hvor hun blev opdaget af en talentspejder. Hun filmdebuterede i 1940 i Vejen til Santa Fe og blev nomineret til en Oscar for bedste kvindelige birolle i Tilfældets høst i 1942. Hun var meget talentfuld og var ved at blive en stor stjerne, da en ulykke indtraf, der ændrede hendes liv - hun blev såret i en jagtulykke i 1944 og blev lam fra livet og ned. Peters forsøgte et comeback i en kørestol, men pensionerede fra filmen efter nogen tid.
Hun havde konstant smerte og led af en alvorlig depression. Hun havde også nyreproblemer og mistede fuldstændigt sit ønske om at leve. Peters døde kun 31 år gammel af lungebetændelse og anoreksi nervosa.
Peters var gift med skuespilleren og instruktøren Richard Quine fra 1943 til 1948.